# Letteratura milanese

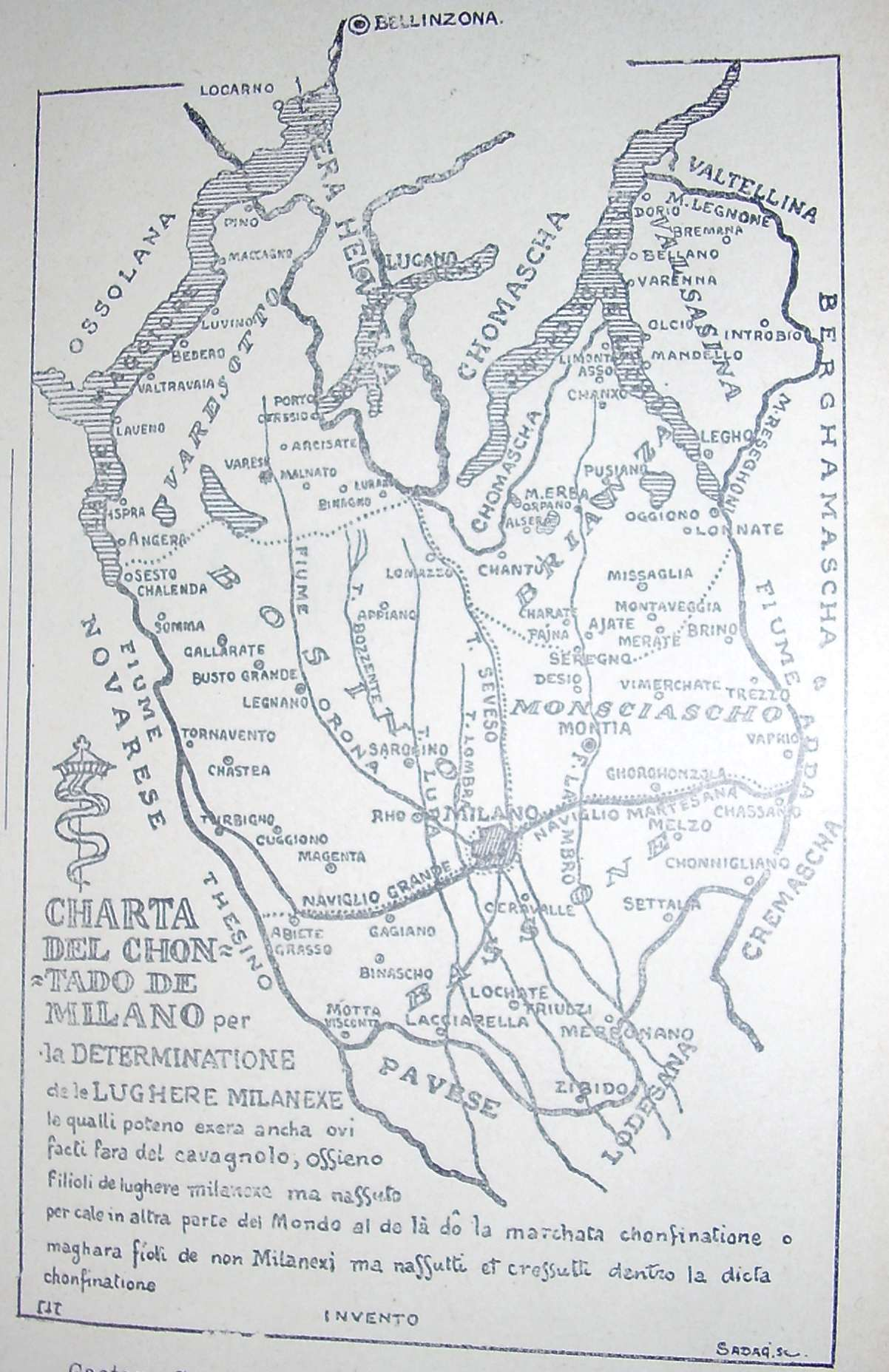
Una carta, opera di Gaetano Crespi, che riporta i luoghi di influenza culturale del milanese ed alcuni "sottodialetti" ivi compresi (da Fontana 1901: XXXV)

Per letteratura milanese (o meneghina) si intende, di norma, la letteratura prodotta a Milano e nelle località limitrofe, usando quella varietà di lingua lombarda che ha nel milanese il rappresentante di riferimento. I limiti di questo ambito letterario si possono tracciare solo in modo approssimato, sia cronologicamente sia geograficamente.

## Storia

### Medioevo
Secondo Ferdinando Fontana (1901), il più antico autore di questa letteratura è da considerare Pietro da Bascapè (o da Bescapè/Barsegapè), nato nella prima metà del Duecento e autore di un Sermon divin che reca la data 1º giugno 1264. I Sermoni, in versi in volgare lombardo, sono l'unica opera datata della letteratura didattico-religiosa del Nord, che aveva dato testi notevoli con Gherardo Patecchio da Cremona, con il Libro di Uguccione da Lodi, con l'opera di Bonvesin de la Riva e con quella di Giacomino da Verona.
Bonvesin de la Riva è senza dubbio il più importante scrittore lombardo del Duecento. Nato a Milano tra il 1240 e il 1250 e morto dopo il 1313, frate laico appartenente al terzo ordine degli Umiliati, è riconosciuto doctor in gramatica, titolo di cui al tempo potevano fregiarsi in pochi. La sua opera principale è il Libro delle tre scritture, poemetto in quartine in lombardo antico, in cui descrive i regni dell'oltretomba. Il componimento è diviso in tre parti, diverse per stile e atmosfera, in cui sono raffigurati l'Inferno, la Passione di Cristo e il Paradiso. Evidente l'anticipazione del poema dantesco, cui l'abilità lessicale e retorica di Bonvesin de la Riva rimanda grazie all'attento utilizzo della lingua. L'opera è una sorta di sceneggiatura dell'aldilà, di notevole valore storico e di forte suggestione poetica. Molto importanti pure il Trattato dei mesi in forma di apologo e il Vulgare de elymosinis, cruda descrizione di alcune terribili malattie, assimilabile al realismo di Jacopone da Todi. Una specie di galateo medievale è il trattato De quinquaginta curialitatibus ad mensam, rappresentazione vivace e realistica inserita nella tradizione manualistica del tempo. Altre sue opere sono i Contrasti, serie di dispute, impreziositi dall'abile alternanza dei toni descrittivi –grotteschi e leggeri, meditati ed esemplari– come la Disputatio rosae cum viola, dove le umili virtù borghesi della viola prevalgono su quelle aristocratiche della rosa. Fra le opere religiose si segnalano La passione di Giobbe, La vita di Sant'Alessio e soprattutto, tra le Laudes de Virgine Maria, la leggenda di Frate Ave Maria, di toccante intensità religiosa perché ispirata da una forte devozione cristiana.
L'uso scritto del lombardo riprende poi vigore a Milano sotto la signoria Visconti, come nel caso di Lancino Curti e di Andrea Marone. Le testimonianze scritte del Quattrocento sono ancora indecise nella grafia. Benedetto Dei in questo secolo compone il primo glossario milanese.

### Età Moderna
Nel XVI secolo, Gian Paolo Lomazzo fonda l'Accademia dei Facchini della Val di Blenio, che fornisce informazioni anche su altri dialetti dell'epoca. Nel 1606 G.A. Biffi con il suo Prissian de Milan de la parnonzia milanesa tenta una prima codifica, relativa ad esempio alle vocali lunghe e brevi e al suono /ø/ per il quale trova la soluzione ou; Giovanni Capis elabora il primo embrione di vocabolario, il Varon Milanes; Fabio Varese, poeta anticlassicista, realizza una trentina di sonetti umoristico-veristi in milanese (cui fa seguire una risposta in rimprovero di sé stesso). Carlo Maria Maggi, grandissimo commediografo, alla fine del Seicento codifica definitivamente la scrittura del dialetto milanese introducendo la oeu francese, fondando così l'ortografia milanese classica che subirà dei ritocchi nei secoli fino alla versione attuale del Circolo Filologico Milanese. Alla fine del Settecento si assiste ad alcuni cambiamenti nelle strutture linguistiche, come l'abolizione del no preposto al verbo, a favore del nò o minga posposti, oppure l'abolizione del passato remoto, che si trova ancora in Balestrieri e in Maggi.
La Bosinada è una composizione poetica popolare, scritta in dialetto milanese —spesso con accenti brianzoli— su fogli volanti, recitata da cantastorie (bosin) e di contenuto quasi sempre satirico. I primi componimenti del genere risalgono alla fine del XVII secolo. Anche i poeti maggiori come il Porta amarono descriversi come bositt, benché i loro componimenti fossero ben diversi da quelli improvvisati dai cantastorie. La Bosinada non aveva una forma rigida: il metro poteva essere di varie misure (i versi zoppicanti erano una caratteristica frequente) e andava dall'ottonario all'endecasillabo, uniti perlopiù in distici a rima baciata.
Carlo Maria Maggi (nato nel 1630), milanese, lettore di latino e greco alle Scuole Palatine, segretario del Senato milanese, soprintendente all'Università di Pavia, viene considerato il padre della letteratura milanese. Tra le opere in italiano vi è un libro di poesie d'affetto, da alcuni apprezzato come ventata di novità, da altri disprezzato come trasgressivo (l'Accademia della Crusca bocciò i suoi termini di origine lombarda); probabilmente Maggi intraprese la corrente dialettale proprio in antagonismo all'arroganza dei puristi fiorentini. La sua produzione in Milanese consiste in rime e commedie. Le rime sono perlopiù poesie d'occasione che descrivono momenti di vita borghese. Ma il Maggi è ricordato soprattutto come commediografo: scrisse Il manco male, Il Barone di Birbanza, I consigli di Meneghino, Il falso filosofo, Il Concorso de' Meneghini, a cui si aggiungono gli intermezzi autonomi dell'Ipocondria, per una tragedia, delle Dame sugli spassi del Carnevale, Beltramina vestita alla moda, dell'Ambizione. I punti chiave del suo lavoro teatrale sono la riconciliazione del teatro con la Chiesa (non puntando il dito come Molière ma proponendo valori positivi), la critica dell'etica protestante (per cui il successo sarebbe segno dell'approvazione divina), l'anticonformismo e l'idealismo patriottico. Fu Carlo Maria Maggi inoltre ad introdurre a teatro la maschera popolare di Meneghino, personaggio del teatro milanese divenuto poi maschera della commedia dell'arte, che è in seguito diventato l'incarnazione del popolo milanese, umile, schietto e onesto, pieno di saggezza e buon senso, forte nelle avversità, lavoratore sensibile e generoso e cont el coeur in man, con il cuore in mano. Morì nel 1699 ed è sepolto in San Lazzaro.
Un esempio di testo in antico dialetto milanese è questo stralcio de Il falso filosofo (1698), atto III, scena XIV, dove Meneghino si presenta in tribunale:
(Meneghino si presenta in tribunale in Il falso filosofo (1698), atto III, scena XIV)

### Fra Settecento e Ottocento
Nel Settecento i maggiori rappresentanti della poesia milanese sono Domenico Balestrieri, molto apprezzato poi dal Porta, Carl'Antonio Tanzi, Girolamo Birago, Giuseppe Parini, Pietro Verri, Francesco Girolamo Corio, Alessandro Garioni.
Carlo Porta (1775-1821) è il maggior poeta in Milanese. La maggior parte delle sue opere si può dividere in tre filoni: contro l'ipocrisia religiosa del tempo (come Fraa Zenever, Fraa Diodatt, On Miracol, La mia povera nonna la gh'aveva); descrittivo di vivissime figure popolari milanesi (probabilmente i capolavori del Porta: Desgrazzi de Giovannin Bongee, Olter desgrazzi de Giovannin Bongee, El lament del Marchionn di gamb'avert e soprattutto La Ninetta del Verzee, il monologo di una prostituta); il filone politico, in cui mostra di sperare ardentemente l'indipendenza della Lombardia, tollerando però il governo francese (Paracar che scappee de Lombardia, E daj con sto chez-nous ma sanguanon, Marcanagg i politegh secca ball, Quand vedessev on pubblegh funzionari). Si ricordano inoltre sonetti in difesa del Milanese (I paroll d'on lenguagg car sur Gorell) e di Milano (El sarà vera fors quell ch'el dis lu), oltre che poesie puramente umoristiche. Le forme metriche prevalenti sono il sonetto, la canzone, la bosinada e l'epigramma. Il Porta indica il Milanese come lengua del minga e del comè e designa come scuola della vera lingua del popolo il Verzee, il mercato della verdura di Milano. Nel 1816 forma in casa sua, con gli amici più cari (Grossi, Berchet, Visconti ecc.), la cosiddetta Camaretta, che non tarda a collegarsi con Alessandro Manzoni e più tardi, con il gruppo de Il Conciliatore, mentre negli ultimissimi anni si accentuano i caratteri antinobiliari. Muore di gotta a quarantasei anni e nel pieno della fama.
Altri poeti milanesi dell'Ottocento sono Alessandro Manzoni (uno dei massimi scrittori in lingua italiana: benché la sua lingua d'uso corrente fosse il milanese, si impose di scrivere in toscano per l'urgenza di dotare l'Italia di una lingua nazionale), Tommaso Grossi (autore tra l'altro di In morte di Carlo Porta e di Sogn o La Prineide), Vespasiano Bignami, Giovanni Rajberti, Giuseppe Rovani, Emilio De Marchi, Speri Della Chiesa Jemoli, Antonio Picozzi. In questo secolo fiorirono numerosi giornali in dialetto, ma soprattutto sono da segnalare i dizionari: il Cherubini (opera monumentale), il Cappelletti (trilingue: milanese, italiano, francese), il Banfi, l'Arrighi e l'Angiolini.
Carlo Bertolazzi (1870-1916) fu un commediografo rivoltano di stampo verista, che scrisse in milanese e analizzò con un'amara vena popolare la condizione dei diseredati della Milano tardo ottocentesca. Fu avvocato, notaio e critico teatrale. Dopo alcuni drammi in italiano, si diede alla drammaturgia in milanese, nella quale attinse ai vertici della sua arte. Dominano la coralità ed epicità della rappresentazione, nella quale si inseriscono varie vicende individuali: in questo senso Giorgio Strehler ne fu l'interprete più attento. La sua produzione non attirò l'attenzione dei contemporanei, benché in essa si ravvisasse un senso morale e sociale ricco di modernità. Tra le opere ricordiamo El nost Milan, La gibigianna, L'egoista, Lulù.

### Il Novecento
Delio Tessa (1886-1939) è uno dei maggiori poeti milanesi del Novecento. Laureato in giurisprudenza, preferì dedicarsi alla letteratura, al teatro e al cinema. Antifascista, rimase isolato dalla cultura ufficiale, dedicandosi alla sfera locale. Tranne la raccolta di poesie L'è el dì di mort, alegher!, tutte le sue opere sono state pubblicate postume. I temi della sua poetica sono il dramma della prima guerra mondiale e della vita quotidiana degli emarginati, rielaborati in maniera personale e curando al massimo la sonorità dei versi. Spesso è presente il tema della morte, con un pessimismo e una sfiducia di origine personale e culturale (scapigliatura, decadentismo, romanzo russo, espressionismo). L'inquietudine si riflette nella tensione del linguaggio, usato come lingua popolare e fortemente frammentata. Morì nel 1939 d'ascesso, fu sepolto per sua volontà in un campo comune di Musocco, ma nel '50 il Comune lo trasferì al Famedio.
Altri poeti milanesi del Novecento sono Giovanni Barrella (attore, commediografo, poeta, pittore, epigono della scapigliatura, sente l'unità dell'arte e traduce così in scrittura pennellate potenti di colore), Edoardo Ferravilla, Emilio Guicciardi, Luigi Medici, Franco Loi, Zelmo Abardo.

### XXI secolo
La produzione letteraria in milanese sopravvive anche in epoca contemporanea, nonostante la fortissima contrazione dell'uso avvenuta negli ultimi tre decenni del Novecento. In particolare, si sviluppa un genere di traduzioni di classici stranieri. Nel 2002 compare El princip piscinin, traduzione in milanese de Il piccolo principe di Antoine de Saint-Exupéry ad opera di Lorenzo Banfi. Nel 2009 Matteo Colaone pubblica Stòri de Stremizzi, una raccolta di storie popolari di paura provenienti dal contado milanese; Marco Tamburelli traduce invece una selezione di testi di Rudyard Kipling, rendendoli disponibili on-line. Nel maggio 2010 viene pubblicata la traduzione del romanzo Dracula di Bram Stoker, sempre tramite Lorenzo Banfi.
Nel 2015 Gianpietro Gallinelli pubblica per la casa editrice statunitense Everytype I avventur de Alis ind el Paes di Meravili, traduzione dell'opera prima di Lewis Carroll.

## Letteratura insubre o milanese?
Dal punto di vista oggettivamente storico, si può propriamente parlare di un'identità letteraria milanese solo a partire dal XIII secolo, epoca in cui è possibile apprezzare la transizione fra la lingua locale milanese, basata sul sostrato insubre interpolato con elementi latini e germanici, verso il romanzo. In realtà è solo questo periodo, grazie alla comparsa dei primi testi scritti in volgare a fianco del latino, è possibile osservare caratteristiche linguistiche proprie per l'area milanese.
Al giorno d'oggi è diffuso l'uso di chiamare insubre il gruppo dialettale lombardo occidentale che fa capo al milanese, dando a questo termine una connotazione geografica e non etnica, dato che dal punto di vista linguistico il celtico insubre è solo uno dei sostrati, peraltro minoritario, delle parlate odierne. A ciò si aggiunga che si potrebbero includere nell'area insubre anche autori di lingua latina ma di etnia celtica, come il poeta Cecilio Stazio (circa 230 – 168 a.C.), un gallo insubre che scrisse in latino, diventando uno dei maggiori commediografi latini. Alcuni sostengono che ciò renda aleatoria la definizione di un'area linguistica e culturale "insubre", in quanto richiami ad un passato estremamente antico; altri, come Pierluigi Crola, Cesare Comoletti e Lorenzo Banfi ne affermano la bontà, osservando che l'Insubria sia stata una regione ben connotata geo-culturalmente dall'antichità fino almeno al XIX secolo, individuandone un'unità sociopolitica incarnata dal Ducato di Milano. Si veda ad esempio l'uso del termine in Andrea Alciato e Pietro Verri.
Quanto all'area geografica di riferimento, benché "in senso stretto" la letteratura milanese sia quella prodotta nella città di Milano, per gli stretti rapporti non solo linguistici ma anche socio-culturali tra Milano con il suo contado, si tende a considerare, in un'ottica più aperta, l'intera area dei dialetti lombardi occidentali. Il Milanesado o Insubria ha le sue propaggini anche fuori dall'attuale Regione amministrativa lombarda, nel novarese e nell'ossolano, oltre che nel Canton Ticino e parte del Canton Grigioni in Svizzera, avendo come limite orientale grosso modo i monti della Valsassina e il fiume Adda. In quest'area, oltre al milanese, sono parlati diversi dialetti che hanno una storia letteraria propria di un certo valore, come il legnanese, il bustocco, il ticinese. Non va dimenticato che diversi autori di origine non milanese composero anche (o solo) in milanese oltre che nel propria variante e/o in italiano (un esempio l'abate Giuseppe Parini, di Bosisio, sul lago di Pusiano).

## Cinema in Milanese
- Ona strada bagnada